# Christos Charisis
Chrīstos Charisīs, en Griego:Χρήστος Χαρίσης (nacido el 9 de julio de 1976 en Atenas, Grecia) es un exjugador de baloncesto griego. Con 1.91 metros de estatura, jugaba en la posición de base.

## Trayectoria
- Arion BC  (1996-1997)
- Iraklio Creta (1997-2002)
- Saski Baskonia (2002)
- Olympiacos BC (2002-2004)
- Apollon Patras (2004-2005)
- Olympiacos BC (2005-2006)
- Mens Sana Siena  (2006)
- Olympiacos BC (2006-2007)
- Prokom Sopot (2007-2008)
- PAOK Salónica BC (2008-2009)
- Iraklio Creta (2010-2012)